# 香瓜茄
香瓜茄（學名：Solanum muricatum）是茄科、茄屬的一種栽培植物，屬多年生草本或亚灌木，原產於哥伦比亚、厄瓜多尔和秘鲁的安第斯山區，植株可供觀賞，果實可作為蔬菜或水果食用。1980年代引進中国大陆後，在中國多個省區作為水果栽培，因各地取名不一而產生了諸多中文俗稱，包括香艳茄、长寿果、甜茄、香瓜梨和香艳梨等。此外，苗木販賣者出於營銷推廣的需要，將其稱為“人参果”加以炒作（人参果本為明代小說《西游记》中描述的能使人长生不老的仙果），使得“人参果”這一商品名成為了香瓜茄最通行的中文名稱，在相關文獻和媒體報道中被廣泛使用。

## 起源與傳播

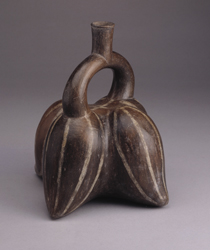
莫切文化中制作成香瓜茄形象的陶器，現藏於秘鲁利馬拉爾科博物館

香瓜茄原產於南美洲安第斯山的温带地区，早在公元600至800年間秘鲁北部的莫切文化中便已出現牠們的形象，例如從古墓中出土的香瓜茄狀陶器。
香瓜茄是已被馴化的栽培植物，其野生類型未知，學界假定其祖先為三種野生茄属植物之一：
1. Solanum caripense（产自哥斯达黎加到秘鲁之間的區域）
2. Solanum tabanoense（產自哥伦比亚、厄瓜多尔和秘鲁）
3. Solanum basendopogon（僅產自秘鲁）
分子遺傳學研究顯示，S. basendopogon 並未參與香瓜茄的遺傳起源，同時叶绿体 DNA 證據強烈支持 S. tabanoense 為香瓜茄的起源核心。在一項支序系統學研究中，來自南美洲的香瓜茄樣本有85%以上均与 S. tabanoense 相關，剩餘樣本则与 S. caripense 相關，这表明不同的香瓜茄可能有着不同的起源，而非全部源自同一個物種，但亦不排除香瓜茄由单一物种演化而来的可能性，最有可能源自 S. tabanoense，後來与 S. caripense 發生了杂交。
在南美洲以外，香瓜茄可能最早在新西兰和澳大利亚种植，隨後从這兩地出口到美国、以色列、欧洲和日本。1785年香瓜茄传入英国和法国，1882年作為一種農作物在美国加利福尼亚州被推廣種植。1975年，臺灣鎮西堡部落牧师阿栋到加拿大参加世界原住民会议时，为改善族人生活，特地将香瓜茄带回部落试种，自此臺灣始有香瓜茄生产，澎湖农民习惯称之为“杨梅”。中国大陆於1980年代开始引进香瓜茄，1988年北京市农林科学院蔬菜研究中心从新西兰引进，经有关科研机构试种研究，先後在中国各地推广种植，其間最主要的问题是香瓜茄含糖量低，口感不佳，為此中国一些科研单位对其进行了选育，成功培育出含糖量达6%–9%的新品种，受到人们的欢迎。現有的香瓜茄品種包括“长丽”“大紫”“阿斯卡”等，其中“长丽”经由北京市农业技术推广站选育，1999年通过北京市农作物品种审定委员会认定。

## 中文名稱
在中国大陆，香瓜茄由於引进之初各地取名不一，相繼出現了許多别名，諸如香艳茄、香艳芒果、金参果、长寿果、紫香茄、甜茄、香瓜梨、香艳梨與人参果等。從植物分类学的角度上講，本應称作香瓜茄或香艳茄較為确切。然而，因《西游记》在中国广有影响力之故，“人参果”這一名稱一經使用便產生了很大影響，激發了人们的好奇心，從而成為香瓜茄最常用的中文俗稱，幾乎取代了香瓜茄其他所有的中文別名。
有觀點認為，“人參果”這一名稱始於苗木販賣者的商業炒作，目的是將香瓜茄與中國傳統醫學裡的名貴藥材人蔘聯繫起來，以誇大其營養保健功效和種植收益，誘導果農採購種植。2020年以來，一些研究者指出“人参果”可用以指代完全不同的植物产品，在使用中易引起混乱，常會誤導讀者，不利於学术交流和商品的推廣，因此基於分類學和产品特性考量，建議在中文学术文献裡統一使用“香瓜茄”作為標準名稱。

## 形態特徵
香瓜茄成株高50–100厘米，根系發達耐乾旱；茎木化，多分枝，近圆形，外被白色柔毛。單葉互生，无托葉；葉片椭圆形，基部楔形，先端尖锐，全缘，网状叶脉，葉面有綠色或紫色茸毛。花两性，自花授粉；聚伞花序，具花5–12朵，但一般坐果1–3個；花梗细小，长0.5–0.8厘米；花萼呈綠色，直径约1厘米，先端開裂為5片三角形萼片；花冠5裂，其颜色不仅取决於品种，还取决於生長温度，在超过27℃时为白色，在10–20℃的较低温度下变为暗沉的紫色。雄蕊5枚，着生於花冠基部，形成筒状，包围雌蕊，花葯2室，頂孔開裂；雌蕊1枚，子房由2个心皮构成，上位，胚珠多數，中轴胎座。果实同茄子一样为浆果，一般在开花60天後成熟，呈心形、卵圆形或圆锥形等，重40–400克；果皮呈淡绿色，成熟後為淡黄色，有些品种具紫色条紋；果肉呈淡黄色；種子呈黄色至黄褐色，扁圆形，千粒重1克左右。

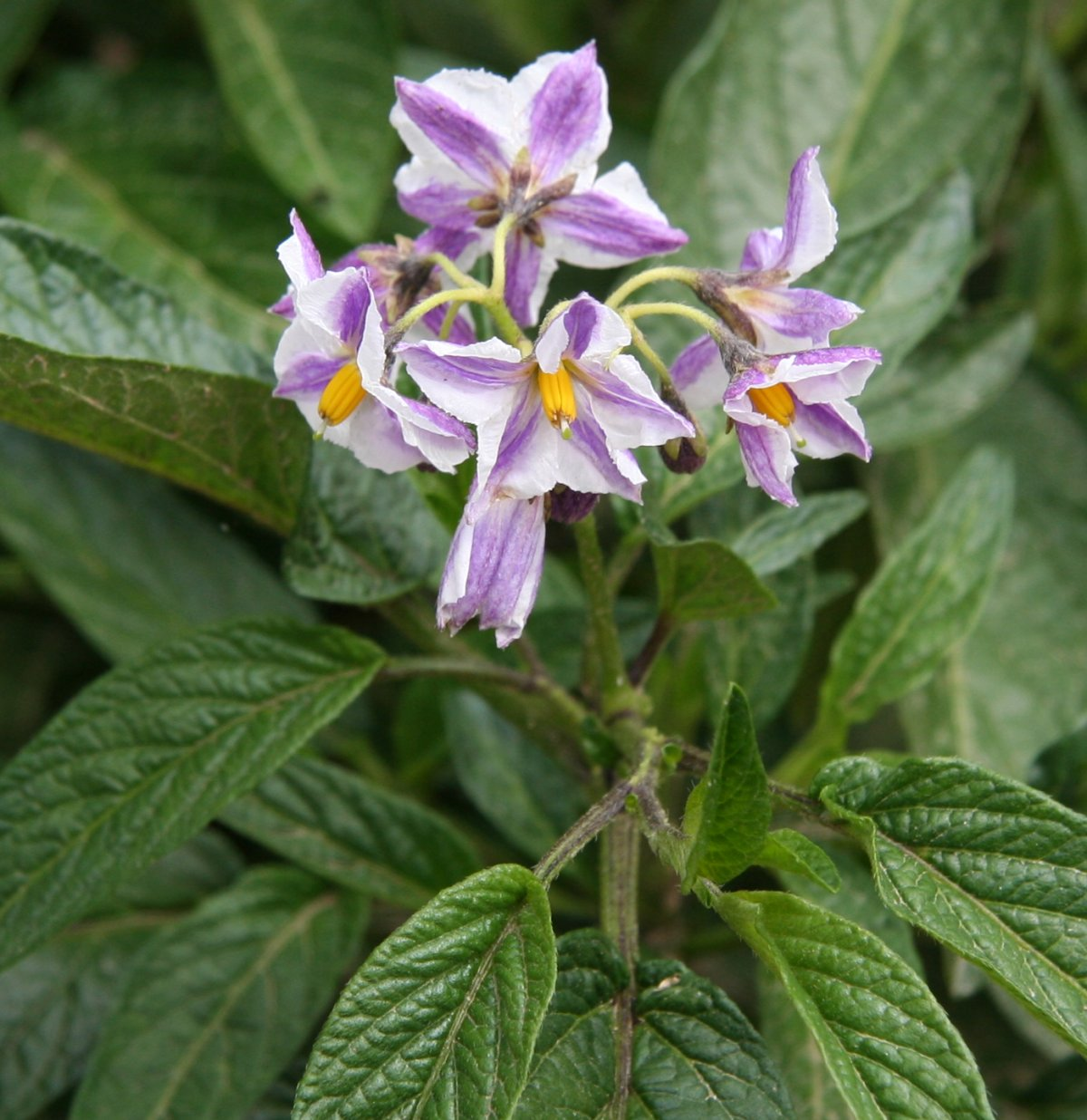
香瓜茄的花，花瓣呈紫色或白色
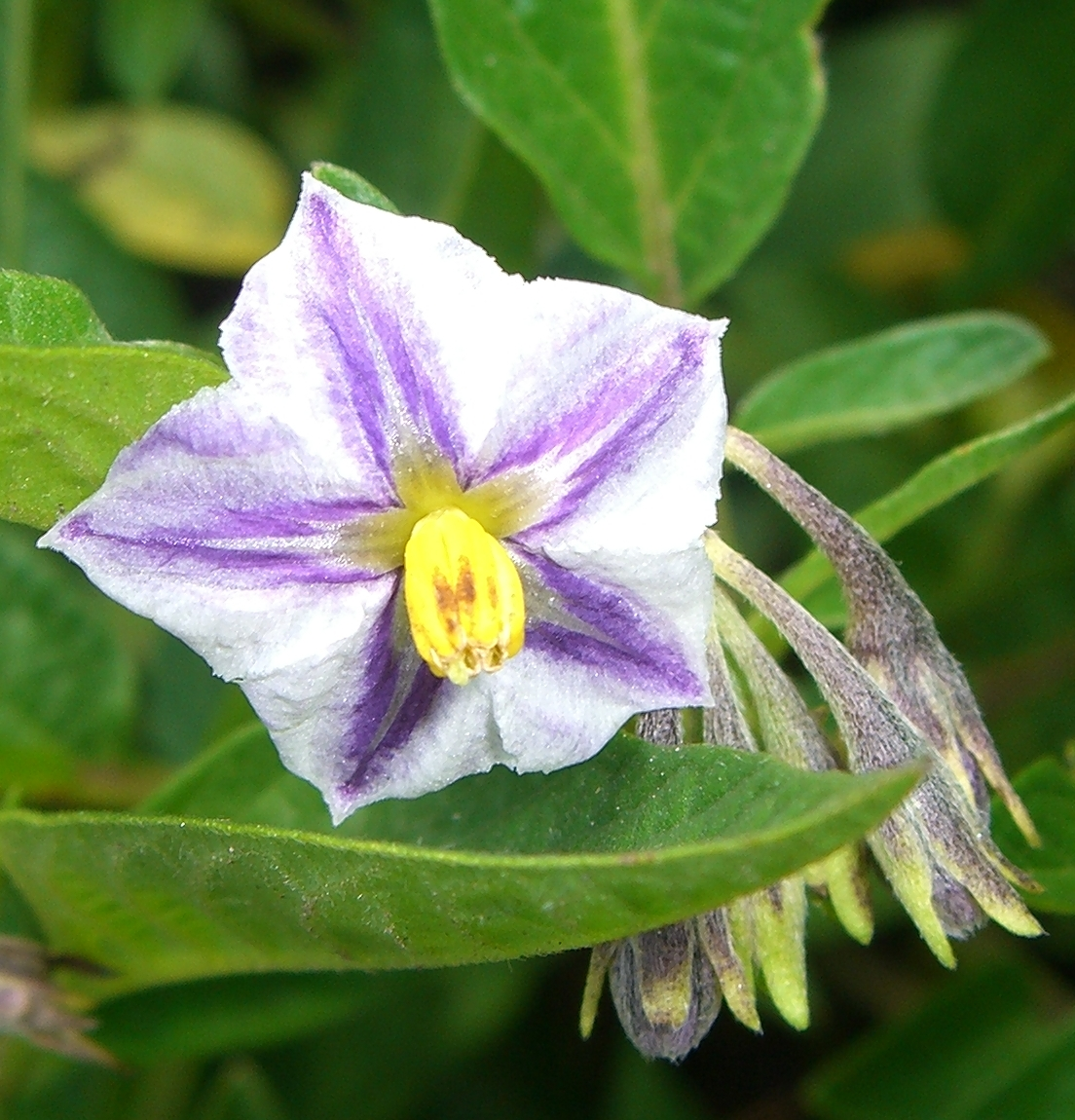
花朶特寫
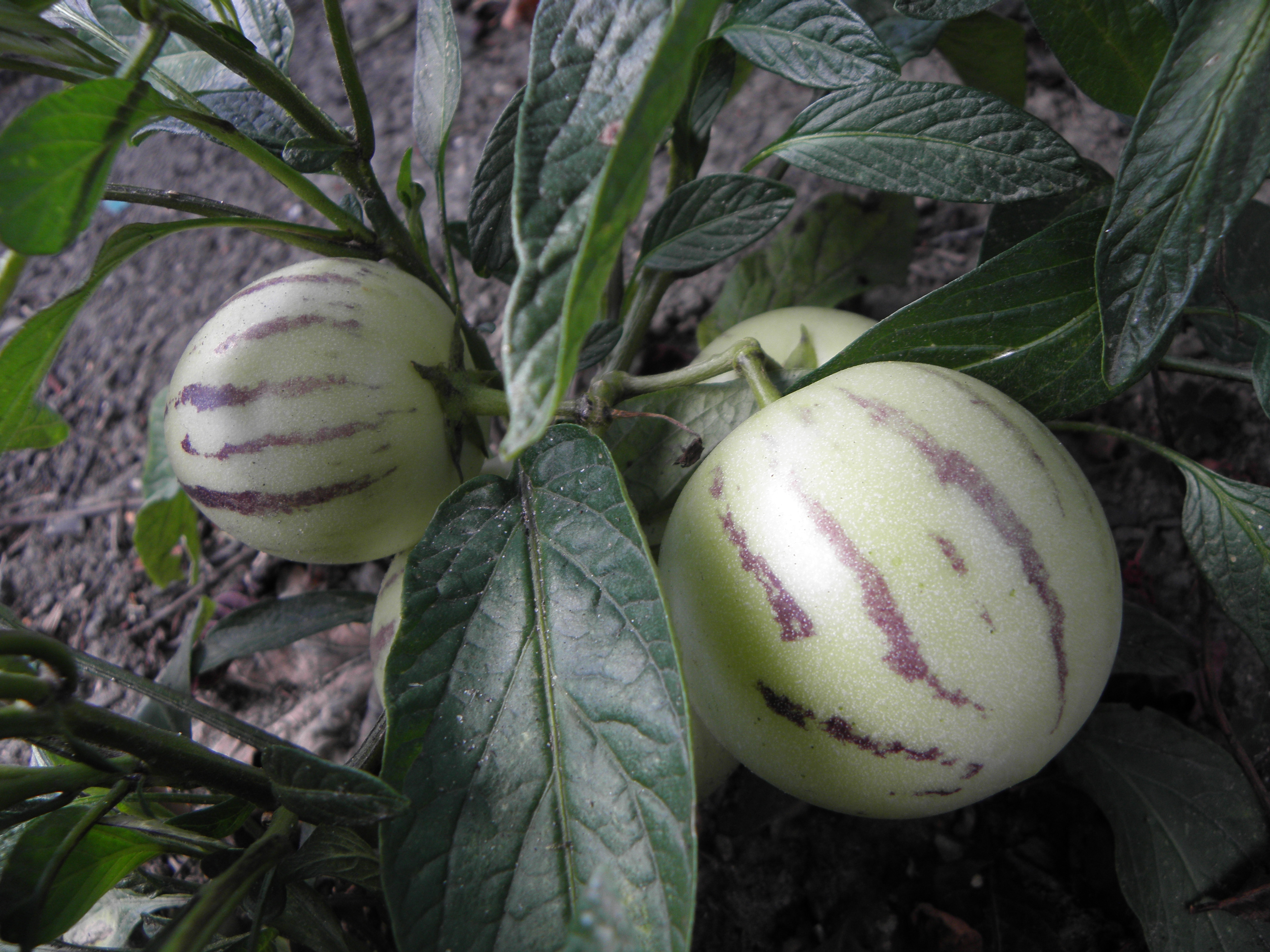
香瓜茄的成熟果實，果皮多呈奶油色或淡黃色，常帶有紫色條紋
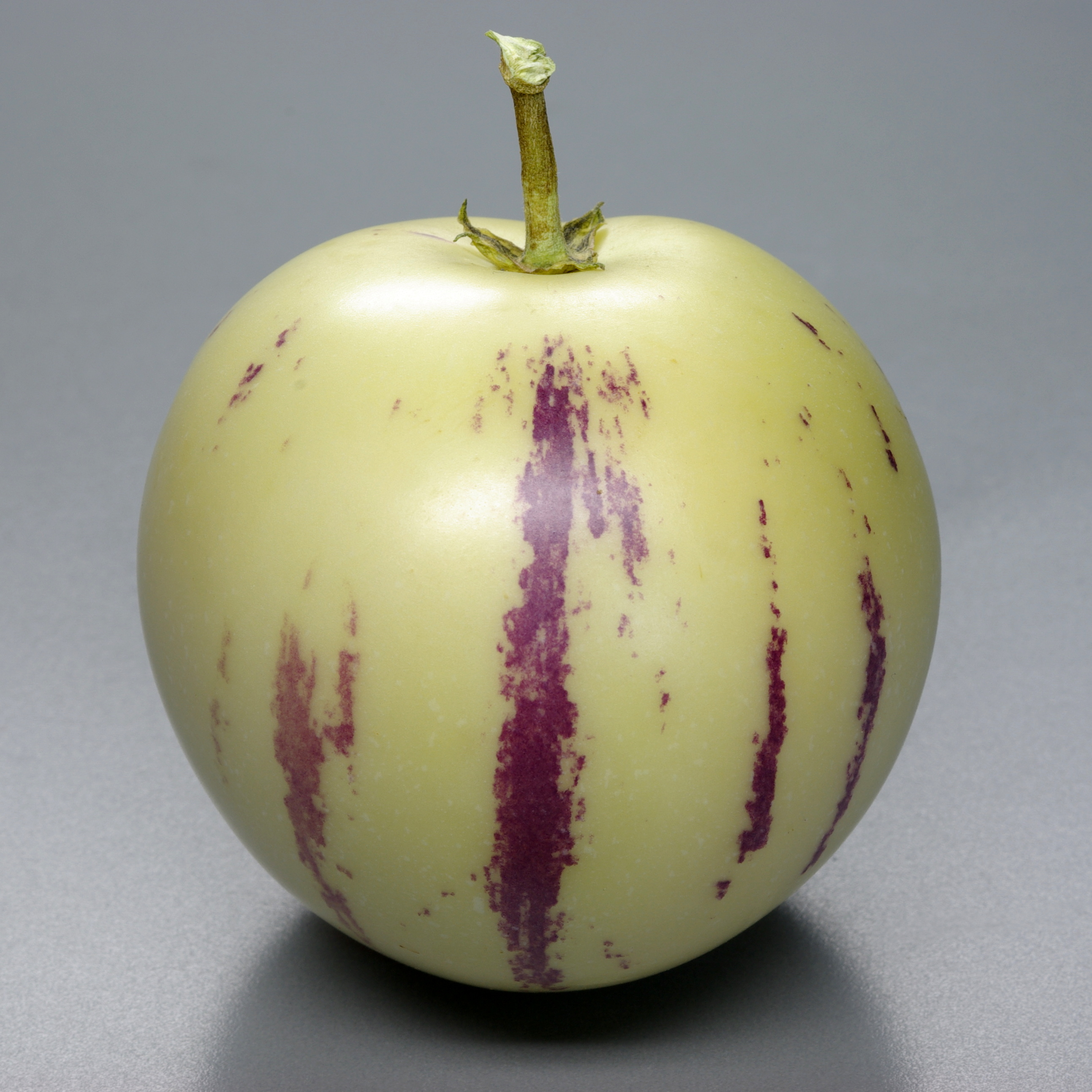
果實特寫
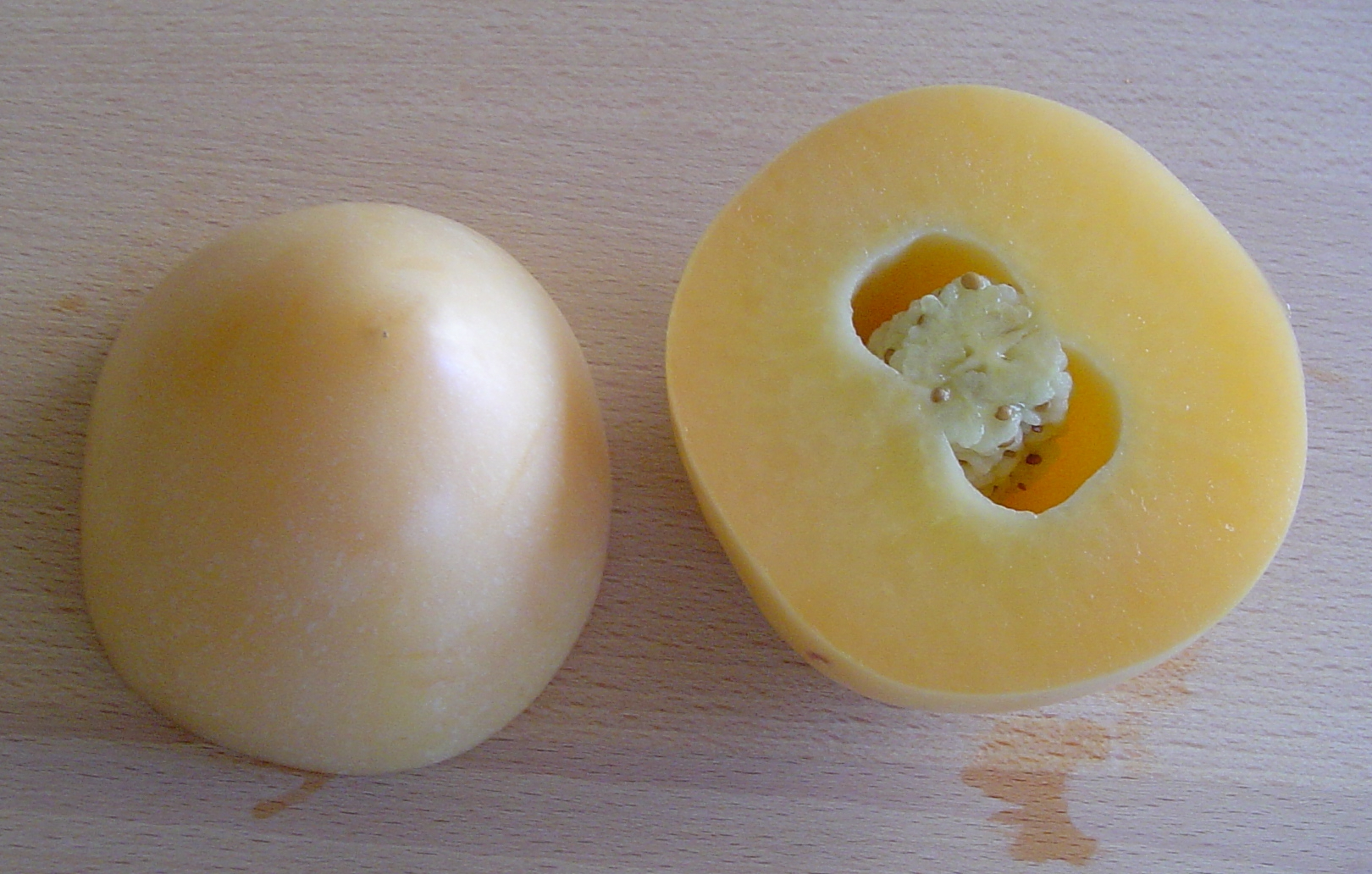
切開後的果實
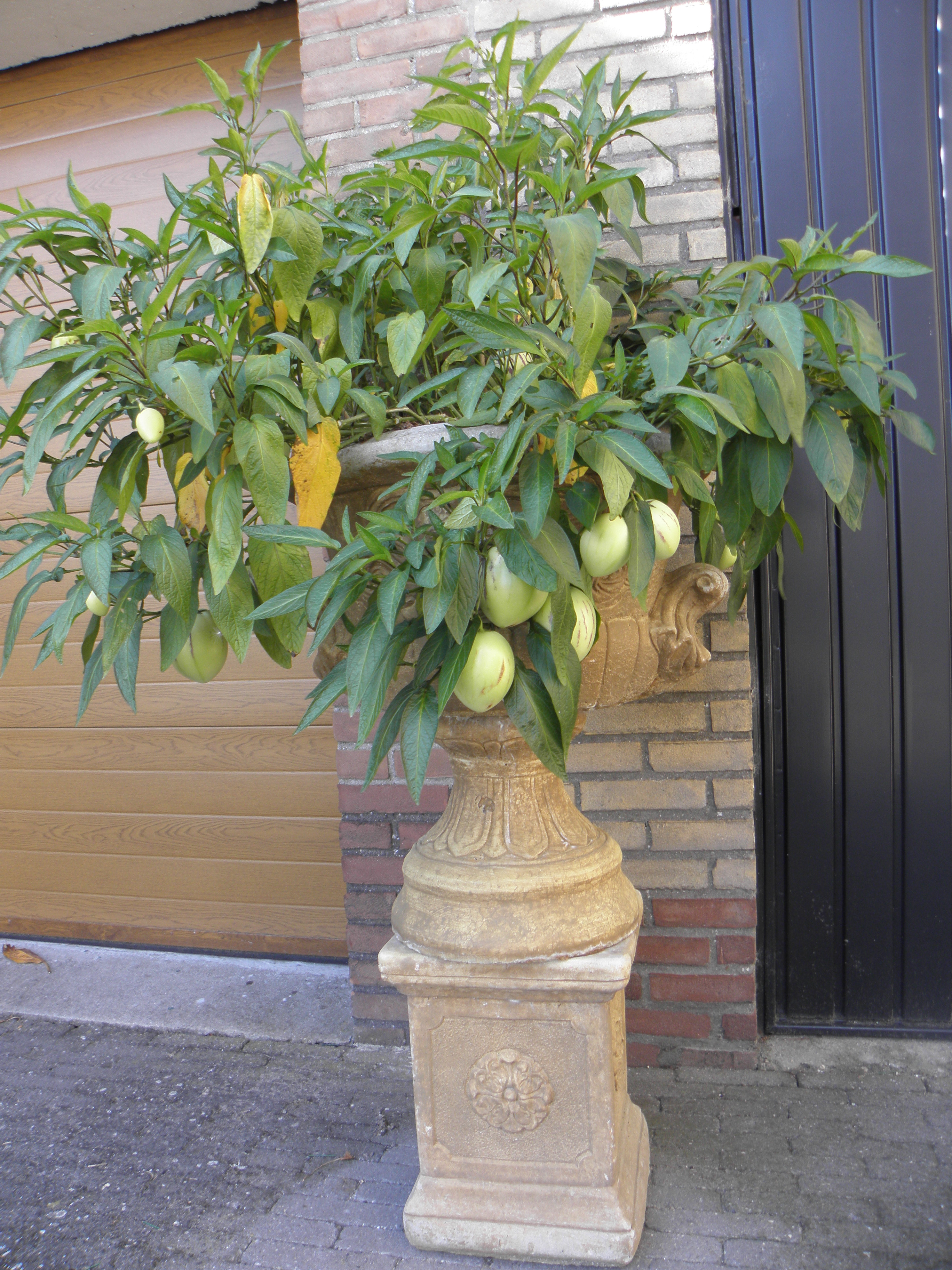
作為盆景觀賞的香瓜茄

## 人工栽培

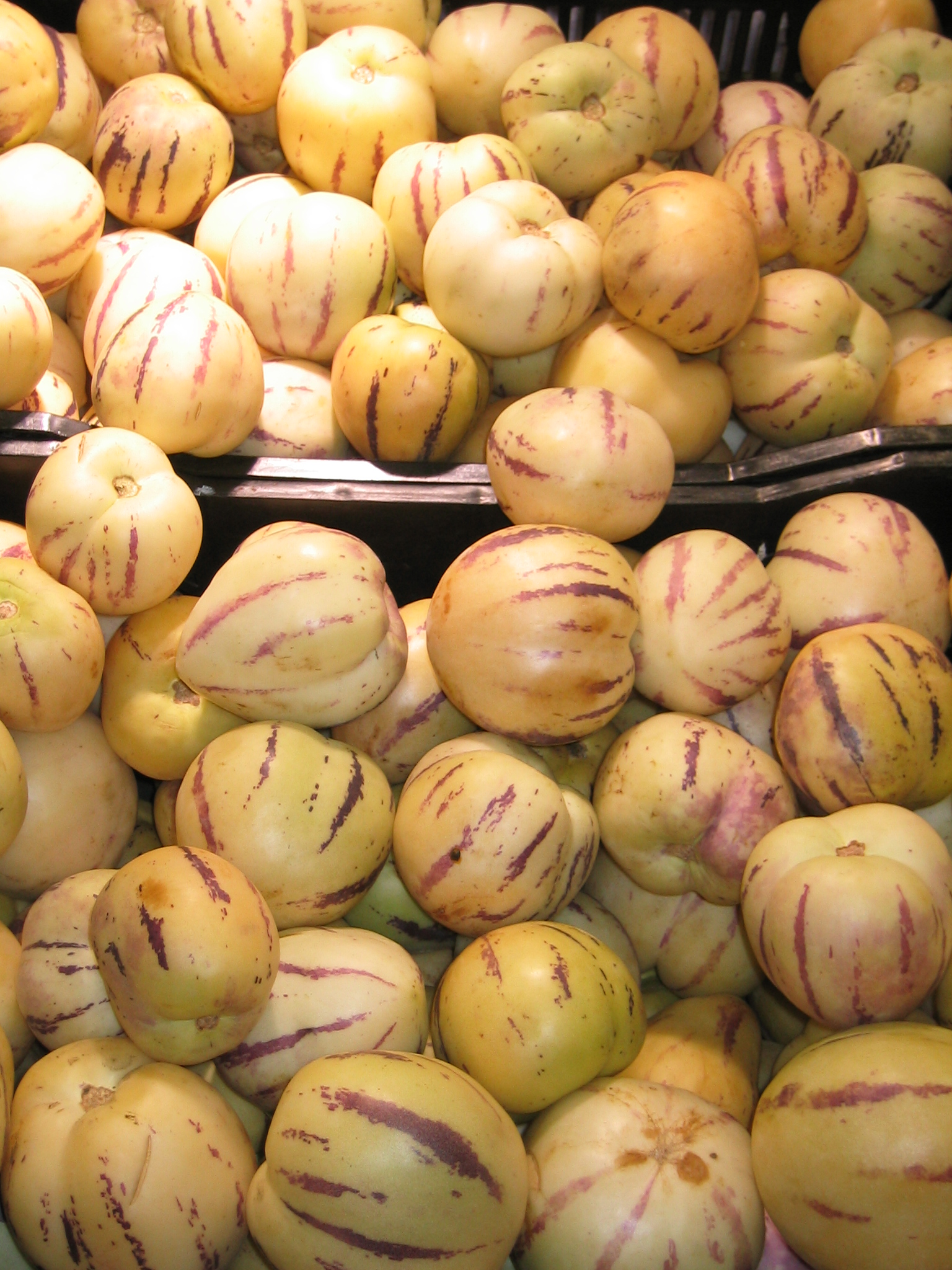
人工選育的香瓜茄果實，在秘鲁利馬的超市裡售賣

香瓜茄性喜温暖和乾燥的气候，適宜的生長温度为18–25℃，若气温低于0℃，幼苗便会受到冻害。其对土壤的要求不甚严格，但在腐殖质较多的沙质土壤中生长更佳。一年四季均能开花结果，通常從开花到結出幼果大约需要7天，從結出幼果到果实成熟需50–70天。
香瓜茄在热带和亚热带地区為多年生小灌木，而在中国和日本則作為一年生植物栽培。栽植方法有兩種，即種子繁殖和扦插繁殖，但从品质及糖度考虑，多用扦插繁殖而不用种子繁殖。
採用種子繁殖時，應选择色泽好、大小均匀、籽粒饱满、乾燥无霉变的种子，可进行温水浸种、药物拌种等，以达到早出苗、出苗齐、幼苗壮的目的。播種前首先搓去种子表面的粘附物，再用乾淨的湿纱布将其包住，保持温度为25–30℃，每天用温水冲洗1–2次进行催芽；约3天以後，部分种子露尖，这时将种子拌入少量细沙内，均匀播撒在湿润的畦面上，并覆盖约0.5厘米厚的细土。温度控制在15–30℃，播种後7–10天即可出苗，气温高於38℃或低于8℃时則不能正常生长。
若採用扦插繁殖，則选取10–15厘米長的枝条，先用萘乙酸溶液（10毫克／升）浸泡其基部，以促使生根，然後插入湿润的土壤中，深度为5–6厘米，30天左右即可移栽。在夏季扦插时，需用高粱或玉米的秸秆等遮阴，以提高其成活率。移植之後，還应采取科学的管理方法：
1. 施肥。根据土壤和苗情结合浇水，每月追施化肥1–2次，在苗期施以氮肥为主，而花果期以磷肥和鉀肥为主，还应噴施一定浓度的生长素类药剂，以防止果实不正常脱落。
2. 中耕[註 3]。通常每月中耕2–3次，并施用适量的化肥，这样既能去除杂草，又利於根的呼吸，进而促进根的生长。
3. 修剪。香瓜茄极易萌發侧枝，影响生长和坐果，所以需要及时修剪。通常必須剪去主茎10厘米以下的分枝，保留主茎10厘米以上的5–10个分枝。还需注意其新枝萌發的兩個高峰期，前期為6月中旬至7月中旬，後期為9月中旬到10月中旬。
4. 搭架。香瓜茄的茎较软，而果实較多，可用竹杆搭成支架，有利于通风透光並能促进开花结果。开花结果後每束花果只能留1–2个果实，挂果後枝条承受不了果的重量，必须用60–100厘米长的竹木条扦插并将果系牢，以防断枝烂果造成损失。
5. 收获。待到果實变软并富有弹性，果皮呈橘黄色且光滑潤澤時進行采收，所得果實品质最佳。
6. 防治病虫害。当植株發生疫霉病时，噴灑1∶100波尔多液；当出現红蜘蛛时，噴灑20%的速灭杀丁乳油2000倍液。另外在夏季容易發生软腐病，需噴灑鏈黴素1000倍液。

## 營養價值
香瓜茄的果实爽甜多汁，清香味美，富含钙和蛋白质，且糖类和脂肪含量較低，又含硒、钴等18种人体所必需的微量元素。据科学测定，每克鲜果含有9.10毫克的钙與3毫克的硒，其中硒元素能提高人體的免疫功能。

## 备注
1. ↑  異名列表中的專用詞彙釋義：[1]
  - Anon.，匿名描述者，英文 anonymity 的縮寫；
  - ex，用於两位（或兩組）描述者之间，表示前者為最初的命名人，但其所作的描述不符合有效發表（英语：Validly published name）的規則，並由後者對該名稱重新作出有效的描述；
  - var.，變種，拉丁文 varietas 的縮寫；
  - f.，變型（英语：Form (botany)），拉丁文 forma 的縮寫。
2. ↑  葉、花、果實等植物器官的顶部，稱為先端[13]。
3. ↑  中耕，指在农作物生长期间，於植株之间锄草、松土等[13]。

## 外部連結
- 维基共享资源上的相關多媒體資源：香瓜茄
- 維基物種上的相關：香瓜茄
- 植物智上有关香瓜茄的信息 （页面存档备份，存于）（简体中文）
- 中国自然标本馆中的香瓜茄物种百科、物种卡及物种相册（简体中文）